# 류경 (스마트폰)
류경 스마트폰 혹은 류경 터치폰은 현재는 사용하지는 않았지만 2013년 초기만 하더라도 잘 쓰였던 종류의 하나로써 특히 재조립한 스마트폰중에 하나로써 특히 안드로이드 체계를 탑재한 스마트폰이기도 하였음을 알수가 있다.
특히 안드로이드 2.2 프로즌을 탑재하여 그나마 선진 수준으로 뛰어 올랐음을 알수가 있었고 특히 ZTE사에서 OEM 생산을 하여 납품을 하게 되었음을 알수가 있다는 것이다.

## 모델
기본 모델은 현재 ZTE의 Blade 스마트폰을 OEM 생산하여 북한에 한때 2013년에 무수히 보급을 한 종류인 류경 스마트폰이 있음을 알수가 있고 특히 3.5인치의 스마트폰의 기본이라고 할 수 있는 수준까지 내장이 되어있음을 알수가 있다.

## 특수 기능
3.5인치 터치 스크린을 채용하여 특히 스마트폰의 기본이라고 할 수 있는 수준에 올라서있는 상태이며 특히 조선민주주의인민공화국은 이런 디자인을 OEM 생산을 하였음을 알수가 있다는 것을 알수가 있다.

## 안드로이드 운영 체제

### 안드로이드 2.2 프로즌 요구르트
안드로이드 OS를 안드로이드 2.2 프로즌 요구르트 버전으로 2013년부터 보급을 하기 시작을 하였고 알려지기로는 음성 팟기라는 아이폰과 같은 시리즈로 알려져 있었음을 알수가 있었다는 것이다.

## 류경 스마트폰 데이터 서비스
고려링크나 혹은 강성네트에서 전문적으로 판매하는 것으로 특히 류경 스마트폰등 많은 스마트폰에 데이터 서비스를 시작하여 특히 광명망으로 조선중앙통신사나 혹은 로동신문 등 신문을 보거나 혹은  류경 오락장 사이트에서 온라인 게임을 하거나 만방 동영상 서비스를 이용할 수 있음을 알수가 있다.
특히 전자우편같은 서비스를 이용하여 특히 스마트폰으로도 전자 우편을 이용할 수 있는 권한을 주었음을 알수가 있었고 특히 멀티미디어 메시지 서비스로 인하여 현재 정보유통이 활발히 이루어져 있음을 알수가 있다는 것이다.
그리고 현재 여기에서 오픈 마켓인 전자 상점에서 직접 돈으로 구입하여 컴퓨터로 연결하여 다운로드하여 서비스를 이용할 수 있음을 알수가 있고 특히 그것으로 통하여 온라인 게임을 할 수 있음을 알수가 있다.
여기에서는 삼흥이라는 체제 선전 도서가 필수로 장착이 되어 결국 체제 선전 도서를 읽을 수 있는 발판이 있음을 알수가 있어서 특히 외국 선전 도서 같은 것은 그후에 허용이 되고 있음을 알수가 있다. 
최재영 목사의 말에 따르면 류경 스마트폰으로 광명망에 접속한 장면을 사진으로 찍어서 보여주었음을 알수가 있었고 이를 보도를 하였음을 알수가 있다는 것이다.